# نيكو هوفمان
نيكو هوفمان (بالألمانية: Nico Hofmann)‏ (و. 1959  م) هو مخرج أفلام، ومنتج أفلام، وكاتب سيناريو ألماني، ولد في هايدلبرغ.

## التعليم
تعلم في جامعة التلفاز والأفلام في ميونخ ‏
.

## جوائز
حصل على جوائز منها:
- Schiller Prize of the City of Mannheim [الإنجليزية]‏ (2006)
- الجائزة التلفزيونية البافارية [الإنجليزية]‏، عن عمل: دريسدن  [لغات أخرى]‏، وDie Sturmflut  [لغات أخرى]‏ (2006)[6]
- الجائزة التلفزيونية البافارية [الإنجليزية]‏ (1996)[7]
- رومي  [لغات أخرى]‏
- وسام الاستحقاق لبادن-فورتمبيرغ

## وصلات خارجية
- نيكو هوفمان على موقع IMDb (الإنجليزية)
- نيكو هوفمان على موقع مونزينجر (الألمانية)
- نيكو هوفمان على موقع ألو سيني (الفرنسية)
- نيكو هوفمان على موقع أول موفي (الإنجليزية)
- نيكو هوفمان على موقع قاعدة بيانات الأفلام السويدية (السويدية)
- نيكو هوفمان على موقع قاعدة بيانات الفيلم (الإنجليزية)
- نيكو هوفمان على موقع كينوبويسك (الروسية)
- نيكو هوفمان على موقع كينوبويسك (الروسية)